# Голицын, Михаил Михайлович (генерал-адмирал)
Князь Михаи́л Миха́йлович Голи́цын-младший (1 ноября (11 ноября) 1684 — 25 мая (5 июня) 1764, Москва) — русский государственный и военный деятель, дипломат, президент Адмиралтейств-коллегии (1750—1762), генерал-адмирал (1756), инициатор возведения Никольского морского собора. Принадлежал к четвёртой ветви рода Голицыных (Михайловичи).

## Биография

### Происхождение
Младший сын боярина князя Михаила Андреевича Голицына (1639—1687) от брака его с Прасковьей Никитичной Кафтырёвой (1645—1715). В молодости находился в тени старших братьев — Дмитрия, одного из верховников, и Михаила-старшего, генерал-фельдмаршала. При разделе родительских владений получил подмосковное село Яковлевское.

### Карьера во флоте
Князь Михаил Михайлович был определён на морскую службу в 1703 году на государевом смотре. С 1708 года обучался морскому делу в Нидерландах и Великобритании. Сохранились его письма к родственникам с просьбой заменить морскую науку на любую сухопутную:
Житие пришло мне самое бедственное и трудное. Hаука определена самая премудрая: хотя мне все дни живота своего на той науке положить, а не принять будет; не зная языка, не научиться науке. А про меня вы сами знаете, что кроме природного языка никакого не могу знать, да и лета мои уже ушли от науки, а паче всего в том моя тягость, что на море мне быть невозможно, из-за того, что весьма качает.
Вернулся в Россию в 1717 году. В патенте князя значилось, что «князь Михайло меньшой княж Михаиле сын Голицын имел практику: 1-е, в 1709 году ходил к городу Архангельску на голландском корабле и обратно; 2-е, был в Остзее в голландской службе; 3-е, плавал в Архангельск и обратно; 4-е, был в Испанском и Медиторанском море до Венеции; 5-е, ходил в Архангельск и прибыл в 1711 году обратно в Голландию…». Пётр I лично проверил полученные знания князя, «отметил их зело похвально» и пожаловал его чином унтер-лейтенанта. С 1717 года участвовал в Северной войне 1700—1721. Командуя отрядом галер, отличился в сражении при Гренгаме (1720). С 1726 года советник Адмиралтейств-коллегии, капитан-командор. С 1728 года — тайный советник и сенатор. В 1727 году назначен президентом Юстиц-коллегии.
Брат князя Михаила, фельдмаршал князь Михаил Михайлович Старший, являясь членом Верховного тайного совета участвовал в событиях, связанных с воцарением императрицы Анны Иоанновны и Кондициями. Когда императрица Анна, отказавшись от Кондиций, приняла на себя самодержавную власть и распустила Верховный тайный совет, в высшем обществе ожидали скорого падения Голицыных, но этого не произошло. Наоборот, князь Михаил Старший был приближен ко двору. Инициаторами этого были сам фельдмаршал, просивший прощения у императрицы, граф Эрнст Бирон и влиятельный в то время клан Лёвенвольде. В 1732 году Анна Иоанновна возвращает князя Михаила Младшего на флот с чином вице-адмирала. В ноябре 1732 года Правительствующий сенат и Воинская морская комиссия представили императрице кандидатов на руководящие должности в Адмиралтейств-коллегии. На должность генерал-кригскомиссара флота были представлены кандидатуры контр-адмирала Василия Дмитриева-Мамонова и статского советника Вадковского, но императрица Анна отклонила эти кандидатуры и назначила генерал-кригскомиссаром князя Михаила Михайловича. В 1737—1740 годах князь наблюдал за постройкой флота в Брянске, а затем в Таврове, но без особого эффекта, после чего был уволен с морской службы. В 1740—1741 годах губернаторствовал в Астрахани.

### Руководство флотом
Взойдя на престол в 1741 году, Елизавета Петровна вспомнила про престарелого и больного соратника своего отца и вернула его в Сенат. В 1745 году он был произведён в действительные тайные советники. В 1745—1748 годах возглавлял посольство к персидскому шаху, откуда привёз и стал разводить в своих оранжереях первые в России персики. С 1746 года — адмирал. В 1743 году удостоен ордена Св. Александра Невского, в 1746 — ордена Св. Андрея Первозванного.
С 1748 года — командующий русским флотом. С 1750 года — президент Адмиралтейств-коллегии.
С декабря 1752 по май 1754 — главноначальствующий в Санкт-Петербурге. Иностранные дипломаты описывали Голицына как человека инертного и не особо умного, но наделённого здравым смыслом и душевным благородством. Он не смог разобраться в глубинных причинах упадка флота, но зато развернул масштабные работы по строительству каналов в Кронштадте и Петербурге. При нём архитектор флота Савва Чевакинский возвёл Никольский морской собор.
Молодого и деятельного императора Петра III раздражала физическая немощь Михаила Михайловича, и тот удалился на покой. Екатерина II поначалу вернула его в военно-морское ведомство и в сенат, но на Рождество того же 1762 года отправила в отставку «за дряхлостью». Через два года он скончался в своём московском доме.
Похоронен в Китай-городе, в Богоявленском монастыре. Изящное надгробие его, выполненное по рисунку французского скульптора, считалось достопримечательностью нижней церкви Богоявленского собора. В 1930 году памятник зашили досками, а ещё через пять лет перевезли в Михайловскую церковь Донского монастыря, где он оставался до начала 1990-х годов. Согласно воспоминаниям, «ещё до перевозки пропали корона, венчавшая портрет князя, и гирлянда зелёного мрамора, а портретный рельеф, тонкой работы, сохранился лишь потому, что возчики накрыли им груды лома на возу, где он и был найден».

## Семья
Был женат дважды и имел пять сыновей и трёх дочерей:
1. жена Мария Дмитриевна Головина (ум. 1721), брак был бездетный.
2. жена с 22 января 1722 года Татьяна Кирилловна Нарышкина (1704—1757), дочь московского губернатора Кирилла Алексеевича Нарышкина и княжны Анастасии Яковлевны Мышецкой. Похоронена в Александро-Невской лавре.
  - Александр Михайлович (1723—1807), вице-канцлер и обер-камергер.
  - Екатерина Михайловна (1725—1744)
  - Сергей Михайлович (1727—1806), тайный советник.
  - Анастасия Михайловна (1728—1779), с 1758 года замужем за гвардии майором Николаем Артемьевичем Загряжским (1729—1788), сыном генерал-аншефа А. Г. Загряжского и княжны А. Б. Барятинской. Брак был бездетный.
  - Елизавета Михайловна (1730—1795)
  - Михаил Михайлович (1731—1804), генерал-майор, действительный камергер. Женат на баронессе Анне Александровне Строгановой (1739—1816), в приданое она принесла усадьбу Кузьминки, имели 10 детей.
  - Дмитрий Михайлович (1735—1771), полковник, похоронен в Донском монастыре.
  - Пётр Михайлович (1738—1775), генерал-поручик, убит на дуэли П. А. Шепелевым.